# Marc Stutzmann
Marc Stutzmann ist ein Schweizer Mountainbiker, spezialisiert auf den Cross-Country-Marathon (XCM). Zuvor startete er im Cross-Country (XCO) und duellierte sich an den prestigeträchtigen Abendrennen in Kiesen mit den lokalen Top-Fahrern. Sein Durchbruch gelang ihm, nach dem Rücktritt der Dominatoren Sepp Freiburghaus und Daniel Eymann, am 5. Juni 2019 mit dem Sieg an ebendiesem Abendrennen. Internationale Aufmerksamkeit erlangte er u. a. mit dem Gesamtsieg der Bike Transalp 2024, dem Schweizer Meistertitel im Marathon 2023 sowie einem vierten Platz im Marathon an den Weltmeisterschaften 2023.

## Karriere
Stutzmann startet in der Elitekategorie des Cross-Country-Marathons (XCM). Zuvor war er im Cross-Country (XCO) aktiv. Er fuhr in seiner Karriere u. a. für das Canyon Northwave/Canyon Sidi MTB Team (2023/2024) und seit 2025 für das Klimatiza Orbea Team. Sein WM-Debüt mit Spitzenresultat gelang ihm 2023 in Glasgow mit Rang vier im Marathon. In der Saison 2024 gewann er die mehrtägige Bike Transalp, sammelte Podestplätze bei internationalen Marathons und klassierte sich bei EM und Weltcup regelmässig in den Top Ten. 2025 siegte er u. a. bei der Andorra Epic (Etappenrennen) und erreichte weitere Topplatzierungen in der WHOOP UCI Mountain Bike World Series – XCM.
Früher machte er im Schweizer Marathonkalender mit Siegen bei Traditionsrennen auf sich aufmerksam, darunter die Eiger Bike Challenge (Jubiläumsausgabe 2017).

## Erfolge (Auswahl)
- Schweizer Meister Cross-Country-Marathon (XCM), 2023 (Eiger Bike Challenge).[2]
- 4. Platz UCI MTB Marathon World Championships (WM Marathon), Glasgow 2023.[1]
- 5. Platz UCI MTB Marathon World Championships (WM Marathon), Elba 2021.[6]
- Gesamtsieg Bike Transalp (Etappenrennen), 2024.[3]
- Sieg SPAR Swiss Epic (Team/Etappenrennen), 2023 (XCMS-Wertung).[3]
- Sieg Andorra Epic – Pyrenees (Etappenrennen), 2025 (XCMS).[3]
- Sieg Eiger Bike Challenge (Marathon), 2017.[7]
- Weitere Podestplätze bei internationalen Marathons und Top-10-Resultate bei EM und Weltcup (u. a. 5. Hero Südtirol Dolomites 2024; 6. EM Viborg 2024; Top-10 im Weltcup Haute-Savoie 2024).[3]

## Teams
- Canyon Northwave / Canyon Sidi MTB Team (2023–2024).[3]
- Klimatiza Orbea Team (seit 2025).[3]